# Куоре (Ровиго)
Куоре је насеље у Италији у округу Ровиго, региону Венето.
Према процени из 2011. у насељу је живело 14 становника. Насеље се налази на надморској висини од 3 м.